# Castor Township (comté de Stoddard, Missouri)
Pour les articles homonymes, voir Castor Township.
Castor Township est un township, situé dans le comté de Stoddard, dans le Missouri, aux États-Unis,.
Le township est fondé en 1820 et baptisé en référence à la rivière Castor Bonhomme Creek (en).

### Source de la traduction
- (en) Cet article est partiellement ou en totalité issu de l’article de Wikipédia en anglais intitulé « Castor Township, Stoddard County, Missouri » (voir la liste des auteurs).